# Deutsch-japanische Beziehungen
Die Beziehungen zwischen Japan und Deutschland sind traditionell freundschaftlich. Sie weisen eine wechselvolle Geschichte auf.

## Frühe Kontakte
Die Wurzeln der japanisch-deutschen Beziehungen gehen zurück bis ins 17. Jahrhundert, als die ersten Deutschen im Dienste der Niederländischen Ostindien-Kompanie (VOC) nach Japan kamen. Den ersten größeren historischen Beitrag leistete der Leipziger Chirurg Caspar Schamberger (1623–1706), der ein nachhaltiges japanisches Interesse an westlicher Medizin auslöste. Der Arzt und Kaufmann Andreas Cleyer (1634–1698) lenkte durch zahlreiche Briefe und Materialsendungen das Interesse der europäischen Gelehrten auf die japanische Flora. Unterstützt wurde er hierbei durch George Meister (1653–1713). Mit dem Lemgoer Arzt Engelbert Kaempfer (1651–1716) erreichte die Erkundung des Inselreichs einen ersten Höhepunkt. In seinen Amoenitates Exoticae (1712) wie auch der posthum durch den Schweizer Johann Caspar Scheuchzer edierten History of Japan (1727) setzte er Maßstäbe für die wissenschaftliche Beschreibung Japans, an denen sich noch Philipp Franz von Siebold (1796–1866) orientierte. Während Kaempfers Werk das westliche Japanbild im Zeitalter der Aufklärung prägte, übten Siebolds Nippon, Archiv zur Beschreibung von Japan wie auch seine Werke zur Flora und Fauna des Archipels einen großen Einfluss auf die sich im 19. Jahrhundert entfaltende moderne Japanologie aus.
Es ist nicht klar, seit wann man in Japan um die Existenz Deutschlands wusste, doch erwähnte z. B. bereits der neokonfuzianische Gelehrte Arai Hakuseki (1657–1725) in seiner um 1715 verfassten Schrift Seiyō Kibun ein großes europäisches Land „Zerumania, auf Niederländisch hōgodoichi oder doichi genannt“ (「ゼルマニア、ヲヲランドの語には、ホーゴドイチとも、ドイチともいふ.」), von dem er in seinen Gesprächen mit dem gefangenen italienischen Missionar Giovanni Battista Sidotti erfahren hatte. Und da man in China und Japan schon im 17. Jahrhundert westliche Weltkarten in Neueditionen publizierte, dürften die geographisch-politischen Verhältnisse zumindest in interessierten Kreisen einigermaßen bekannt gewesen sein.

## 19. Jahrhundert

Empfang der japanischen Gesandtschaft bei Seiner Majestät König Wilhelm I.

### Diplomatische Ebene
Die ersten offiziellen Beziehungen zwischen einem deutschen Staat und Japan kamen durch die preußische Mission des Grafen von Eulenburg zustande, die am 24. Januar 1861 zum Abschluss eines Freundschafts-, Handels- und Schifffahrtsvertrages zwischen den beiden Staaten führte. Den Abschluss eines solchen Vertrags hatte der Kaufmann Louis Kniffler, der 1859 mit seinem Handelshaus L. Kniffler & Co. das erste deutsche Unternehmen in Japan gegründet hatte, bei der preußischen Regierung angeregt, um die Bedingungen für preußische Unternehmen in dem damals noch weitgehend abgeschotteten Land zu verbessern. 1861 wurde Kniffler preußischer Vizekonsul von Nagasaki und damit der erste dauerhaft akkreditierte Konsularbeamte eines deutschen Staates in Japan. 1862 traf eine Gesandtschaft des Shogunats am preußischen Königshof Wilhelms I. ein und wurde mit einer glanzvollen Zeremonie in Berlin empfangen. Japan und Preußen waren seit dem Abschluss des Freundschaftsvertrages, der bis heute die Grundlage der deutsch-japanischen Freundschaft bildet, in gegenseitiger Wertschätzung verbunden. 1866 hatte der niederländische Diplomat Dirk de Graeff van Polsbroek die preußische Vertretung übernommen und meldete dem Ministerpräsidenten Otto von Bismarck das Zustandekommen der Tarifkonvention und die Reisefreiheit von japanischen Staatsbürger, auch nach Preußen. 1873 folgte die Iwakura-Mission in Deutschland, bei der eine japanische Gesandtschaft Deutschland bereiste und Elemente für die Modernisierung des japanischen Staates übernahm. Auch diese Gesandtschaft wurde von Wilhelm I. im Schloss empfangen und fast einen Monat aufwendig betreut.
Max von Brandt avancierte zum ersten diplomatischen Vertreter Preußens (und später des Deutschen Kaiserreiches) in Japan, zunächst Konsul, später Generalkonsul und mit Gründung des Deutschen Reiches Ministerresident. Sein Nachfolger Karl von Eisendecher wurde 1880 zum Gesandten erhoben, die deutsche diplomatische Vertretung in Japan damit zu einer Gesandtschaft, was als Anerkennung der Modernisierung Japans seit der Meiji-Restauration von 1868 zu verstehen ist.

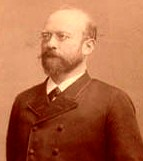
Albert Mosse, Kabinettsberater in Japan von 1886 bis 1890

Während der Meiji-Zeit (1868–1912) waren eine Reihe von Deutschen in Japan als Berater und Lehrer („Kontraktausländer“, o-yatoi gaikokujin) tätig. Die Bekanntesten unter ihnen sind die Juristen Albert Mosse (1846–1925) und Hermann Roesler (1834–1894), der Historiker Ludwig Riess (1861–1928), die Ärzte Benjamin Karl Leopold Müller (1822–1893), Theodor Eduard Hoffmann (1837–1894), Julius Scriba (1848–1905), Erwin Bälz (1849–1913), der Geologe Heinrich Edmund Naumann (1854–1927), der Mineraloge Curt Adolph Netto (1847–1909).

### Militärische Ebene
Der Militärberater Klemens Wilhelm Jacob Meckel (1842–1905) wurde 1885 von der japanischen Regierung eingeladen, als Berater des japanischen Generalstabs sowie als Lehrer an der Armeehochschule tätig zu werden und verbrachte drei Jahre in Japan. Er arbeitete eng zusammen mit Befehlshabern wie Katsura Tarō und Kawakami Sōroku und trug maßgeblich zur Modernisierung der japanischen Armee bei. In Japan hinterließ er eine treue Gruppe von Verehrern, die ihm nach seinem Tod eine Bronzestatue vor der Heereshochschule errichteten. In der Folge kam es zu einem regen Austausch vor allem von japanischer Seite, indem überwiegend Offiziere ihre militärische Ausbildung im Deutschen Kaiserreich absolvierten. Von allen ins Ausland delegierten stellten sie rund zwei Drittel. Laut einem Militärbericht der deutschen Gesandtschaft in Tokio aus dem Jahre 1902 befanden sich im Sommer dieses Jahres 42 japanische Offiziere in Europa, davon 28 in Deutschland. Bis zum Ersten Weltkrieg stieg ihre Zahl auf mehr als 450.

### Kulturelle Ebene
Auch auf anderen Feldern kam es zu einem regen kulturellen und wissenschaftlichen Austausch. 1873 gründeten die Deutschen in Japan die Deutsche Gesellschaft für Natur- und Völkerkunde Ostasiens (OAG), die noch heute existiert. Vorsitzende dieser Gesellschaft wurden zunächst die jeweiligen deutschen Botschafter in Tokio. 1913 wurde in Tokio durch deutsche Jesuiten die Sophia-Universität gegründet, noch heute eine bekannte Bildungsinstitution.

### Japanische Verfassung
Auch auf die Ausgestaltung der japanischen Verfassung von 1889 hatte Deutschland maßgeblichen Einfluss. Nach einem Besuch des Staatsmanns Itō Hirobumi in Deutschland, wo er mit den Verfassungsrechtlern Rudolf von Gneist und Lorenz von Stein über mögliche Formen einer Verfassung für Japan beriet, erhielt Japan die an der preußischen Verfassung orientierte Meiji-Verfassung, die 1889 verkündet wurde und 1890 in Kraft trat.

## 20. Jahrhundert bis zum Ersten Weltkrieg
Mit den guten Beziehungen zwischen Deutschland und Japan war es jedoch bald vorbei. Als nach dem Vertrag von Shimonoseki Deutschland, vertreten durch seinen Botschafter Felix von Gutschmid, – zusammen mit Frankreich und Russland – in der sogenannten Triple-Intervention (auch „Intervention von Shimonoseki“) von Japan den Verzicht von territorialem Erwerb auf dem Festland forderte, kühlten sich die Beziehungen stark ab. Die Abkühlung wurde noch gesteigert durch die Propaganda Wilhelm II. von der „Gelben Gefahr“ (Gelbe Gefahr – die Angst einer heraufziehenden Bedrohung in Form eines modernisierten Japan im Bund mit dem bevölkerungsreichen China – den „asiatischen Massen“ oder „Horden“.) Deutlichster Ausdruck dieser vermuteten Bedrohung und der Vorbehalte in der internationalen Politik war die Hunnenrede des Kaisers sowie das sogenannte „Knackfuß-Gemälde“.
Eine schwere Belastungsprobe für die deutsch-japanischen Beziehungen stellte weiterhin der Doggerbank-Zwischenfall im Oktober 1904 dar, bei dem russische Kriegsschiffe während des Krieges mit Japan auf dem Weg in den Fernen Osten aufgrund eines Missverständnisses britische Fischerboote in der Nordsee beschossen. Dass die deutsche Hamburg-Amerikanische Packetfahrt-Actien-Gesellschaft mit ihren Transportschiffen Kohlen an die Russen lieferte, wurde von Japan als Bruch der Neutralität verstanden und führte zu einem schweren diplomatischen Konflikt zwischen den beiden Staaten.
Am 23. August 1914 erfolgte die Kriegserklärung Japans an Deutschland. Damit wollte Japan entsprechend der anglo-japanischen Allianz dem Vereinigten Königreich beistehen und seine Macht in Ostasien weiter festigen. Japan eroberte 1914 nach der Belagerung von Tsingtau die deutsche Kolonie Kiautschou sowie die Besitzungen auf den Karolinen, Marianen und Marshallinseln. Deutsche Kriegsgefangene blieben bis 1920 in Japan, einige beschlossen, auch danach ihr Leben in Japan zu verbringen. Im Vertrag von Versailles wurden Japan die deutschen Rechte über Tsingtau zugesprochen wie auch die übrigen deutschen Kolonien im Pazifik, nördlich des Äquators, als Treuhandmandat des Völkerbundes, also u. a. die Marianen-Inseln, die Marshall-Inseln (außer Guam) und die Karolinen-Inseln.

## Zwischenkriegszeit

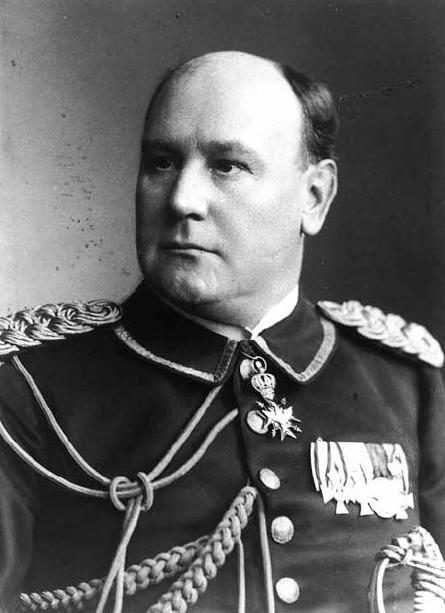
Botschafter Wilhelm Solf, Restaurator der deutsch-japanischen Freundschaft

Nach dem Krieg wurde 1920 Wilhelm Solf als Botschafter nach Japan entsandt und die diplomatischen Beziehungen wieder aufgenommen. In der Zwischenkriegszeit konzentrierten sich die deutsch-japanischen Beziehungen vor allem auf den kulturellen Bereich, es kam zum Abschluss eines Kulturabkommens und zur Gründung diverser kultureller Institutionen, wie das Japan-Institut (Berlin, 1926), das Japanisch-Deutsche Kulturinstitut (Tokio, 1927), und das Japanisch-Deutsche Forschungsinstitut (Kyoto, 1934).
In den 1930er Jahren wurden die deutsch-japanischen Beziehungen wieder enger, getrieben vom japanischen Militär, allen voran der Armee. Auf deutscher Seite bemühte sich vor allem Joachim von Ribbentrop um eine deutsch-japanische Annäherung – gerichtet gegen England. 1936 kam es zum Abschluss des Antikominternpakts, dem Italien ein Jahr später beitrat, später auch Spanien, Ungarn und weitere Staaten.
Seit dem Antikominternpakt von 1936 bestand zwischen Deutschland und Japan eine Allianz. Aber Deutschland und Japan waren sich nicht immer in allen Fragen der Politik einig und die Allianz hatte bis zum Ende (1945) kaum Wirkung, sondern blieb in erster Linie ein Propagandainstrument.
Das Bündnis nahm im November 1936 mit dem Antikominternpakt und im September 1940 mit dem Abschluss des Dreimächtepaktes Gestalt an. Die Allianz hatte aber keine feste Grundlagen in gemeinsamen Interessen, sondern wurde vielmehr durch die Abwesenheit größerer Interessenkonflikte ermöglicht sowie in der gemeinsamen Feindstellung zu England und den USA.
Beide Staaten betrieben vor allem eine Nichteinmischungspolitik in die Politik des Bündnispartners, aber es gab nur wenig Rücksichtnahme auf die übergeordneten Interessen der Allianz und ebenso wenig Raum blieb für die Berücksichtigung der Interessen des Bündnispartners. Daher kam es zu keiner wirklichen Kooperation in der Politik oder der Kriegführung nach Kriegsausbruch. Die Allianz zwischen Deutschland und Japan in den 1930er und 1940er Jahren ist daher auch „Allianz ohne Rückgrat“ genannt worden.

## Zweiter Weltkrieg

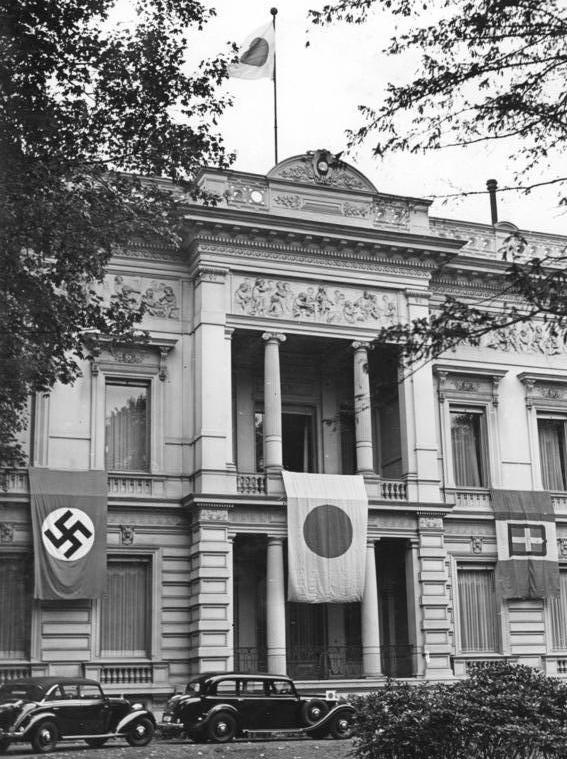
Die japanische Botschaft in der Berliner Tiergartenstraße mit Hakenkreuzflagge, Flagge des Kaiserreichs Japan und Italien (September 1940), Aufnahme aus dem Bundesarchiv

1940 schlossen Deutschland, Japan und Italien den Dreimächtepakt. Nach dem japanischen Angriff auf Pearl Harbor und der deutschen Kriegserklärung an die USA (Dezember 1941) im Januar 1942 schlossen sie dann zusätzlich noch eine militärische Allianz, die aber weitestgehend ohne Folgen blieb. Zu einer wirklichen Kooperation zwischen Deutschland und Japan kam es ebenso wenig wie zu einer Koordination der militärischen Operationen, denn im Grunde verfolgte man unterschiedliche Ziele. So hatte Japan 1941 eben nicht die Sowjetunion angegriffen, um so die deutsche Wehrmacht zu entlasten, sondern wendete sich gegen die USA, die am Weltkrieg bis dahin noch nicht direkt beteiligt gewesen waren. Zudem blieb auf beiden Seiten viel Misstrauen – auf japanischer Seite natürlich aufgrund von Hitlers Rassenpolitik, der zufolge die Japaner als grundsätzlich minderwertig angesehen wurden, was in Japan nicht unbekannt blieb, auch wenn die Nazi-Propaganda dies zu überspielen suchte; und auf deutscher Seite aufgrund ebendieser Ressentiments gegenüber den angeblich „hinterlistigen“ Japanern.
Deutsch-japanische Ehen wurden von deutschen Stellen häufig trotz mangelnder Rechtsgrundlage verhindert. Zuvor wurden jedoch in jedem Einzelfall intensive Untersuchungen zum Hintergrund der Betroffenen – insbesondere zur diplomatischen Relevanz – durchgeführt, um den Bündnispartner nicht zu verärgern. Zeitzeugen berichten, dass Ehen zwischen Deutschen und Japanern „in abgemilderter Form“ ähnlich beurteilt wurden, wie die zwischen „Ariern und Juden“. So sei es „umgekehrt auch von japanischer Seite aus“ gewesen. Deutsche Amtsstellen in Japan führten penible Aufzeichnungen über die Auslandsdeutschen, in denen neben jüdischen Ehepartnern und Kindern im Sinne der Nürnberger Gesetze auch deutsch-japanische Paare und ggf. ihre „halbjapanischen“ Kinder gelistet wurden. Besondere Aktivität in rassistisch-diskriminierender Hinsicht zeigte der deutsche Konsul in Yokohama Dr. Heinrich Seelheim. Er wurde hierbei sowohl von örtlichen Parteistellen, als auch dem deutschen Botschafter Eugen Ott und dem Landesgruppenleiter der NSDAP, Rudolf Hillmann, unterstützt.
Allerdings unterdrückten sowohl die Deutschen als auch die Japaner ihr Wissen um die Verbrechen der jeweiligen Verbündeten im Krieg. So wollte sich etwa John Rabe für die Chinesen starkmachen, indem er Aufzeichnungen über japanische Kriegsverbrechen in China, vor allem Nanjing, ans Licht bringen wollte. Kurz darauf wurde er jedoch von der Gestapo verhaftet und jegliches Beweismaterial wurde konfisziert und vernichtet. Tatsächlich unterdrückten auch die Japaner Beweismaterial, das die Deutschen als Täter des Holocausts belastet hätte.
Bei der Verfolgung von NS-Gegnern kam es zu einer engen Kooperation des an der Botschaft in Tokio tätigen und als „Schlächter von Warschau“ bekannten Polizeiattachés Josef Meisinger mit japanischen Behörden. Der ehemalige deutsche Botschafter in Tokio, Heinrich Georg Stahmer, sagte später vor Gericht aus, dass er es nach allen seinen Erfahrungen für möglich halte, „da[ss] Meisinger einen deutschen Staatsangehörigen durch die japanische Polizei verhaften lassen konnte.“ Alle ihm bekannten Fälle von Verhaftungen Deutscher seien von Meisinger als Spionagefälle aufgezogen worden. Die wahre Ursache könne deshalb auch in der politischen Einstellung der Beschuldigten gelegen haben. Bei „Spionageverdacht“ sei die Kempeitai zur Zusammenarbeit verpflichtet gewesen. Dieser Kooperation fiel u. a. der Industrielle und „Schindler“ von Tokio, Willy Rudolf Foerster, zum Opfer, nachdem Meisinger ihn bei den Japanern fälschlicherweise als „sowjetischen Spion“ denunziert hatte. Auch Meisingers antisemitisch motivierte, gegen jüdische Flüchtlinge in Japan und Shanghai gerichtete Indoktrination japanischer Behörden, wurde von ihm – im Wissen um die japanische „Spionagefurcht“ – als sicherheitspolitische Erwägung getarnt. Seine Interventionen führten, wie die Einlassungen seines ehemaligen Dolmetschers Karl Hamel zeigen, sowohl zur Errichtung des Shanghaier Ghettos im Februar 1943 als auch zur Internierung von Juden und anderen Regimegegnern in Japan im Mai 1945.
Eine Weile konnten die Japaner indirekt vom Kriegseintritt Hitlers profitieren, da die Alliierten aufgrund der Strategie „Germany First“ ihre Kräfte lange Zeit auf den Kampf gegen Deutschland und Italien konzentrierten. Japan und Deutschland fochten ihre Kriege faktisch getrennt und verloren auch getrennt; Japan kapitulierte drei Monate nach Deutschland im August 1945 nach dem Abwurf von zwei Atombomben auf Hiroshima und Nagasaki sowie dem Eintritt der Sowjetunion in den Krieg gegen Japan.

## Nachkriegszeit
1955 nahmen Japan und die Bundesrepublik Deutschland (BRD) wieder diplomatische Beziehungen auf (mit der DDR 1973) und am 14. Februar 1957 wurde das Deutsch-japanische Kulturabkommen unterzeichnet. Die Beziehungen blieben aber bis in die 1970er Jahre unbedeutend. Erst dann kam es zu nennenswertem kulturellen und wissenschaftlichen Austausch sowie zur Ausweitung des Handels.
Unter dem Dach der Liga für Völkerfreundschaft gründete man Anfang der 1960er die Freundschaftsgesellschaft Japan-DDR.
1969 wurde das Japanische Kulturinstitut in Köln gegründet. Stimuliert durch den starken wirtschaftlichen Aufschwung in Japan erlebten die Japanstudien auch in Deutschland in den achtziger Jahren einen großen Aufschwung. Es kam u. a. zur Gründung des Japanisch-Deutschen Zentrums Berlin (JDZB) und des Deutschen Instituts für Japanstudien (DIJ) in Tokio. Eine wichtige Rolle im wissenschaftlichen Austausch spielen auf deutscher Seite vor allem der Deutsche Akademische Austauschdienst (DAAD) und die Alexander-von-Humboldt-Stiftung, auf japanischer Seite die Japan Society for the Promotion of Science (JSPS). In beiden Ländern werden diese Aktivitäten durch ehemalige Stipendiaten unterstützt. In Deutschland leistet dabei besonders die Deutsche Gesellschaft der JSPS-Stipendiaten e. V. einen wichtigen Beitrag. Enge historische Verbindungen zur deutschen Medizin hat auch die International Medical Society of Japan.
Nach Aufnahme diplomatischer Beziehungen im Mai 1973 besuchte vom 26.–31. Mai 1981 der Generalsekretär des Zentralkomitees der SED und Vorsitzende des Staatsrates, Erich Honecker, auf Einladung der japanischen Regierung das Land.
Am 9. August 2024 nahm der deutsche Botschafter Clemens von Goetze aus politischen Gründen nicht an der Gedenkveranstaltung in Nagasaki für die Opfer des Atombombenabrufs am 9. August 1945 teil. Die deutsche Bundesregierung protestierte mit der Nichtteilnahme des Botschafters gegen die Nichteinladung von Diplomaten der Regierung Israels. Die Botschafter Frankreichs, des Vereinigten Königreichs, Italiens, der Europäischen Union, Kanadas und der Vereinigten Staaten nahmen ebenfalls nicht teil und die deutsche Botschaft erklärte am 8. August gegenüber CNN, dass der Botschafter sich vertreten lasse.

## 150-Jahr-Feier 2011 und 2015
Die Regierungen Deutschlands und Japans beschlossen im Jahr 2009, aus Anlass des 150-jährigen Jahrestages des Vertragsabschlusses im Jahr 2011 150 Jahre deutsch-japanische Beziehungen zu feiern. Dies geschah in Deutschland mit Vortragsveranstaltungen in Berlin u. a. Orten. Außerdem zeigten die Reiss-Engelhorn-Museen in Mannheim eine Ausstellung. Außerdem wurden aus diesem Anlass von der deutschen und japanischen Post zwei Sondermarken herausgegeben: der „Dom von Regensburg“ und der „Tempel Yakushi-ji“ (Nara). Auf deutscher Seite war das japanische Motiv mit 55 Cent für den Inlandsverkehr und das deutsche Motiv (75 Cent) für den Auslandsverkehr gedacht.
Die japanische Post druckte die Motive mit entsprechenden Porti und druckte aus dem Anlass sogar zusätzliche Marken mit deutschen Motiven. Während auf den japanischen Marken als Überschrift auf Deutsch und Japanisch „150 Jahre Freundschaft Deutschland-Japan“ steht, beschränkte man sich auf deutscher Seite auf den Hinweis „Weltkulturerbe der UNESCO“.
Japan folgte im Jahr 2015 mit einer Gedenkveranstaltung im Nationalmuseum der japanischen Geschichte in Sakura (Chiba), mit der auch eine Ausstellung unter dem Titel „Was Deutschland und Japan verbindet – 150 Jahre Freundschaft zwischen Deutschland und Japan“ eröffnet wurde. Die Ausstellung, zu der auch ein Katalog erschien, wird anschließend u. a. im Museum für Geschichte und Kultur Nagasaki und im Deutschen Haus Naruto gezeigt.

## Kulturelle, wirtschaftliche und wissenschaftliche Beziehungen
Japan gilt als einer der wichtigsten Exporteure für Elektronik- und Unterhaltungsprodukte wie Computerspiele für Deutschland nach den Vereinigten Staaten, Südkorea und China. Als bekannte japanische Technologieunternehmen in Deutschland gelten beispielsweise Nintendo, Bandai Namco Holdings, Toyota, Honda, Sony, Mitsubishi, Panasonic, Hitachi, Canon, Fujitsu und Nissan. Deutschland exportiert nach Japan vor allem Luxus-Kraftfahrzeuge und andere Maschinenbau-Leistungen. In Export-Konkurrenz steht Deutschland vor allem zu China.
Anime und Manga in Deutschland bilden einen wesentlichen Teil des deutschen Animationsfilm- und Comicmarktes und zeigen eine wachsende Fangemeinschaft auf. Beide Medien kamen durch den gegenseitigen Medienverbund seit den 1970er Jahren nach Deutschland und haben seit den 1990er Jahren größeren Erfolg. Der deutsche Mangamarkt ist heute der drittgrößte Markt in Europa nach Frankreich und Italien. Mehrere Hundert Animefilme- und serien wurden in die deutsche Sprache synchronisiert und seit den 2010er-Jahren auch vermehrt mit deutschen Untertiteln auf Video-on-Demand-Diensten vermarktet. Im Gegensatz zum K-Pop ist J-Pop in Deutschland weniger populär und wird überwiegend von Anime-Fans gehört.
In Japan werden häufiger Themen aus deutscher und schweizerischer Literatur aufgegriffen. Ein bekanntes Beispiel hierfür ist Heidi in Japan, weswegen vielen Japanern auch die Alpen-Region bekannt ist und ein beliebtes touristisches Ziel darstellt. Auch mit klassischer deutscher Literatur, Sprache und Kultur wird sich in Japan befasst. So gibt es beispielsweise mehrere Zweigstellen des Goethe-Instituts in Japan und das Goethe-Archiv Tokio. Japanische Lehnwörter (Gairaigo) kommen vor allem aus dem Englischen, Französischen, Portugiesischen und aus dem Deutschen. Durch die Fans der japanische Popkultur wie Anime und Manga in Deutschland, die auch als Weeaboo bezeichnet werden, werden auch vermehrt japanische Ausdrücke in der deutschen Sprache verwendet. Ein großer kultureller Austausch fand in der Meiji-Zeit statt. Deutschland gilt für Japaner als eines der beliebtesten europäischen Reiseziele. Auch japanische Kampfsportarten wie Karate oder Judo sind in Deutschland beliebt, gelten aber trotzdem im Gegensatz zu Japan als Randsportart. Japanische Gärten befinden sich in vielen deutschen Großstädten.
Mit über 800 bilateralen Hochschulkooperationen, derzeit 50 Städtepartnerschaften, den Zweigstellen des Goethe-Instituts und der Deutschen Gesellschaft für Natur- und Völkerkunde Ostasiens (OAG) in Tokyo wird der kulturelle Austausch der beiden Länder gefördert. Die Stadt Düsseldorf ist mit auffallend vielen Personen im Stadtbild die einzige Japantown Deutschlands, verfügt über japanischen Viertel und gilt als wichtigster Ort der wirtschaftlichen Zusammenarbeit (siehe auch: Japaner in Düsseldorf). Die Beziehungen zwischen Deutschland und Japan werden hier einmal im Jahr am Japan-Tag gefeiert, der durchschnittlich von einer halben Million Menschen besucht wird. Japanologie kann an verschiedenen deutschen Hochschulen als Nebenfach, Schwerpunkt oder Studiengang studiert werden.

## Personen und Organisationen
mit Aktivitäten vor 1868
- Andreas Cleyer (1634–1697)
- Engelbert Kaempfer (1651–1716)
- Louis Kniffler (1827–1888)
- Georg Meister (1653–1713)
- Caspar Schamberger (1623–1706)
- Philipp Franz von Siebold (1796–1866)
- Alexander von Siebold (1846–1911)
- Ostasiengeschwader (1859–1897)
- Club Germania Yokohama (gegründet 1863)

mit Aktivitäten zwischen 1868 und 1899
- Aoki Shūzō (1844–1914)
- Aoyama Tanemichi (1859–1917)
- Erwin Bälz (1849–1913)
- Ernst Behr (1869–1934)
- Max von Brandt (1835–1920)
- Franz Eckert (1852–1916)
- Karl von Eisendecher (1841–1934)
- Friedrich Albrecht Eulenburg (1815–1881)
- August Evers (1841–1904)
- Karl Florenz (1865–1939)
- Ludwig Haber (1843–1874)
- Itō Hirobumi (1841–1909)
- Carl Lehmann (1831–1874)
- Rudolf Lehmann (1842–1914)
- Oskar Loew (1844–1941)
- Klemens Meckel (1842–1906)
- Albert Mosse (1846–1925)
- Benjamin Karl Leopold Müller (1822–1893)
- Curt Adolph Netto (1847–1909)
- Emil Ohrt (1868–1934)
- Johannes Justus Rein (1835–1918)
- Ludwig Riess (1861–1928)
- Georg Hermann Ritter (1827–1874)
- Heinrich von Siebold (1852–1908)
- Katsura Tarō (1848–1913)
- Gottfried Wagener (1831–1892)
- Heinrich Weipert (1856–1905)
- Club Concordia Kobe (gegründet 1879)
- Deutsche Gesellschaft für Natur- und Völkerkunde Ostasiens OAG (gegründet 1873)
- Deutsch-Japanische Gesellschaft (gegründet 1888)

mit Aktivitäten zwischen 1900 und 1919
- Martin Behrend (1865–1926)
- Herbert von Dirksen (1882–1955)
- Wilhelm Gundert (1880–1971)
- Karl Haushofer (1869–1946)
- Martha Haushofer (1877–1946)
- Kurt Meißner (1885–1976)
- Gotō Shimpei (1857–1929)
- Karl Thiess (1879–1941)
- Carl von Weegmann (1879–1960)
- Kriegsgefangenenlager Bandō (1917–1919)
- Ludwig Riess (1861–1928)

mit Aktivitäten zwischen 1920 und 1945
- Hermann Bohner (1884–1963)
- Willy Rudolf Foerster (1905–1966)
- Friedrich Wilhelm Hack (1887–1949)
- Albrecht Haushofer (1903–1945)
- Eugen Ott (1889–1977)
- Joachim von Ribbentrop (1893–1946)
- Heinrich Seelheim (1884–1964)
- Wilhelm Solf (1862–1936)
- Richard Sorge (1895–1944)
- Deutsch japanische Arbeitsgemeinschaft (gegründet 1928)
- Japan Institut (Standort Berlin gegründet 1926–1945)
- Japan Institut (Standort Tokyo gegründet 1927–1945)

mit Aktivitäten ab 1946
- Pierre Littbarski (geb.1960)
- Ruprecht Vondran (geb.1935)
- Deutsche Industrie- und Handelskammer in Japan AHK (präsent seit 1962)
- Deutsches Institut für Japanstudien (gegründet 1988)
- Freundschaftsgesellschaft DDR - Japan (gegründet 1960–1990)
- Japanisch-Deutsche Gesellschaften (Gründungen ab 1956)
- Japanisch-Deutsches Zentrum Berlin (gegründet 1987)
- Japan Foundation (gegründet 1972)
- Japanisches Kulturinstitut Köln (gegründet 1969)
- Liste der Botschafter der DDR (1973–1990)

ohne genaue zeitliche Zuordnung
- Liste japanisch-deutscher Gesellschaften
- Japanische Botschaft in Berlin
- Liste der deutschen Botschafter in Japan
- Liste japanischer Botschafter in Deutschland
- Liste deutsch-japanischer Städte- und Gemeindepartnerschaften